# Kelvin van der Linde
Kelvin van der Linde (Joanesburgo, 20 de junho de 1996) é um automobilista sul-africano que que atualmente compete no Deutsche Tourenwagen Masters pela Team Abt Sportsline. Anteriormente, ele competiu na Fórmula E como piloto substituto com a equipe ABT CUPRA. Ele fez sua estreia no GT Masters em 2014, também conquistando o campeonato naquele ano, feito que repetiu em 2019. Ele venceu as 24 Horas de Nürburgring de 2017.

## Carreira
Nascido e criado na África do Sul, Kelvin van der Linde iniciou sua carreira no cartismo aos 8 anos de idade em 2005.
Em 2011, ele se tornou o piloto mais jovem a competir em um evento do Circuito Nacional da África do Sul aos 14 anos e depois se tornou o mais jovem campeão nacional da África do Sul aos 16 anos e 128 dias no ano seguinte.
Em 2013, foi um ano decisivo quando ele ganhou seu primeiro campeonato internacional. Aos 17 anos, Van Der Linde se tornou o mais jovem vencedor da Volkswagen Scirocco R-Cup e conquistou seu lugar como piloto júnior apoiado pela Volkswagen na temporada de 2014. Seguindo o sucesso do ano anterior, ele conquistou títulos europeus consecutivos ao se tornar o mais jovem campeão ADAC GT Masters aos 18 anos dirigindo um Audi R8 LMS Ultra.
Em 2015, Van Der Linde foi promovido ao cargo de piloto de fábrica da Audi, vencendo alguns dos eventos mais prestigiados do mundo nos anos seguintes, incluindo as 24 Horas de Nürburgring de 2017 e as 10 Horas de Suzuka.

### DTM

#### 2021
Em 2021, van Der Linde competiu no Deutsche Tourenwagen Masters (DTM) pela Abt Sportsline. Ele venceu quatro corridas e terminou em terceiro no campeonato de pilotos. Indo para a última rodada da temporada, ele lutava pelo título do campeonato de pilotos com Liam Lawson e Maximilian Götz.
Durante as duas corridas finais do campeonato em Norisring, van Der Linde teve incidentes semelhantes com Lawson. Na primeira corrida, van Der Linde mergulhou por dentro de Liam, com Lawson terminando em terceiro. Na segunda corrida as consequências foram bem mais graves; O carro de Lawson foi danificado em uma colisão na primeira volta com van Der Linde, que novamente mergulhou por dentro de Lawson, tirando ele da disputa pelo título ao terminar em 18º. Como resultado, van Der Linde recebeu uma penalidade de cinco segundos. Perto do final da corrida, van Der Linde sofreu um pneu furado na batalha com Götz e perdeu as chances de conquistar o título, que acabou indo para Götz depois que a Mercedes deu ordens de equipe aos carros à frente deste último para garantir que ele terminasse em primeiro.
A mudança foi amplamente condenada, com alguns acreditando que van Der Linde o fez deliberadamente. O consultor de automobilismo da Red Bull, Helmut Marko, pediu que ele fosse banido, e o próprio Lawson não conteve sua raiva após a corrida, afirmando que Kelvin era um "idiota" e o "cara mais sujo com quem já corri". Van der Linde mais tarde se desculparia.

#### 2022
Dias antes da rodada final da temporada de 2021 do DTM, a Abt Sportsline o confirmou como seu piloto para a temporada de 2022. Depois de terminar em nono conquistando pontos em 2022, van der Linde voltou à equipe em 2023.

### Fórmula E
Depois que Robin Frijns sofreu uma lesão na mão no ePrix da Cidade do México de 2023, van Der Linde foi chamado para substituí-lo na equipe ABT CUPRA para as etapas de Daria da Fórmula E. Em seu primeiro fim de semana em corridas de monopostos, o sul-africano conseguiu terminar em 16º durante a primeira corrida e 18º na corrida do sábado, o que ele afirmou ter lhe dado uma base para construir para o evento seguinte da temporada de 2022–23.
Van der Linde retornou à Fórmula E em 2024 para participar do ePrix de Berlim, substituindo o titular da ABT CUPRA Nico Müller, que tinha uma prova no Campeonato Mundial de Endurance da FIA no mesmo período.